# 永倉新八
永倉 新八（ながくら しんぱち）は、幕末の武士（新選組隊士）。諱は載之（のりゆき）。
松前藩上士・長倉勘次の長男。松前藩を脱藩して新選組に加わり、二番隊組長および撃剣師範を務めた。明治期に杉村義衛（すぎむら よしえ）と改名し、樺戸集治監の撃剣師範を務めた。

## 来歴
松前藩江戸定府取次役（150石）・永倉勘次の長男として、同藩藩邸（江戸・下谷）にて生まれた。弘化3年（1846年）、岡田利章（3代目岡田十松）の神道無念流剣術道場「撃剣館」に入門。しかし、4年目に師が亡くなり、以後、岡田助右衛門に教わり15歳で切紙。安政3年（1856年）、18歳で本目録。元服して新八と称する。同年、剣術好きが昂じて脱藩し、江戸本所亀沢町の百合元昇三の道場で剣を学ぶ。その後、親友・市川宇八郎（芳賀宜道）と剣術修行の旅に出る。江戸に戻ると、心形刀流剣術伊庭秀業の門人・坪内主馬に見込まれて道場師範代を務め、そこで門下生だった島田魁と知り合う。その後、近藤勇の道場・天然理心流「試衛館」の食客となる。
近藤らとともに浪士組に参加。新選組結成後は、二番組組長や撃剣師範を務めるなど中枢をなした。元治元年（1864年）の池田屋事件では、近藤や沖田総司らとともに池田屋に突入。沖田が昏倒し、藤堂平助が負傷して離脱、永倉も左手親指に深い傷を負ったなか、防具がボロボロになり刀が折れるまで戦った。事件後、新選組の勇名は天下に轟いた。その後、近藤にわがままなふるまいが目立つようになると、これを遺憾とした永倉や斎藤一、原田左之助、島田、尾関雅次郎、葛山武八郎は、脱退覚悟で近藤の非行五ヶ条を会津藩主・松平容保へ訴え出るなど、近藤、土方歳三との路線対立をみせる。のちに幕府から見廻組格70俵3人扶持（京都見廻組隊士と同格の地位）に取り立てられた。油小路事件では、原田・大石鍬次郎らとともに御陵衛士を暗殺。
慶応4年（1868年）の鳥羽・伏見の戦いでは、決死隊を募って刀一つで突撃する豪胆さをみせた。江戸に退却後、新選組改め甲陽鎮撫隊として板垣退助率いる御親征東山道先鋒総督軍（主力部隊は土佐藩迅衝隊）と甲州勝沼の戦いで戦うが撃破されて江戸へ敗走。江戸へ戻った後は近藤らと意見衝突して袂を分かつ。その後、原田や芳賀宜道らと共に靖兵隊（靖共隊）を結成し、北関東にて抗戦するが、米沢藩滞留中に会津藩の降伏を知って江戸へ帰還し、その後、松前藩士（150石）として帰参が認められる。明治3年（1870年）、家老・下国東七郎のとりなしで藩医・杉村介庵（松柏）の娘・杉村きねと結婚して婿養子として松前に渡る。
明治6年1873年、家督を相続して杉村治備（のちに義衛）と改名する。その後は北海道小樽へ移る。警察官僚・月形潔の招きで、明治15年（1882年）から4年間、樺戸集治監（刑務所）の剣術師範を務め、看守に剣術を指導する。退職後は東京牛込にて剣術道場を開く。明治32年（1899年）、妻と子供が小樽市内で薬局を開いていたため、再度小樽へ転居。明治38年（1905年）から小樽市緑1丁目（旧小樽少年科学館付近）に転居。明治42年（1909年）7月、小樽市花園町に住む。東北帝国大学農科大学（現・北海道大学）の剣道部を指導する。
大正4年（1915年）1月5日、虫歯が原因で骨膜炎と敗血症を併発し、小樽で死去。享年77。墓所は小樽市中央墓地と札幌市里塚霊園、東京都北区滝野川の寿徳寺境外墓地（字は蜂須賀正韶侯爵）の3箇所がある。

## 著述
明治時代に永倉は『浪士文久報国記事』、『七ケ所手負場所顕ス』を記す。『小樽新聞』記者吉島力の取材にも協力し、『新選組顛末記』を残した。これによって、「新選組は悪の人斬り集団、悪の使者」という従来の固定観念が崩れ、新選組再評価の契機となった。

## エピソード
- 新選組の組長格の中でも屈指の剣腕を誇り、新選組隊士・阿部十郎は後年、「一に永倉、二に沖田、三に斎藤の順」と語っている。
- 芹沢鴨と同じ神道無念流の免許皆伝で、芹沢とも親しく交わっていた。
- 非行五ヶ条を訴え出たときの永倉らの主張は、近藤勇を局長と認めるが、家臣ではなく同志だとする主張が込められている。近藤が増長した原因としては副長助勤・武田観柳斎に、隊士は家臣として局長を慕っていると吹き込まれたためともいわれる。
- 鳥羽・伏見の戦い以後、大坂、江戸などでは土方歳三が不在時には隊長代務（このとき近藤は負傷しており、土方が実質的に隊長）をこなすなど、土方からの信頼が厚かった。
- 新選組時代、島原亀屋の芸妓・小常を妻としたが、娘・磯子を産んだ後に死別する。磯子は永倉が退京する際に小常の姉に預けられ、明治33年（1900年）に関西の女役者・尾上小亀となり、のち再会も果たす。
- 明治27年（1894年）の日清戦争開戦時、55歳の永倉は抜刀隊に志願したものの、「お気持ちだけ」と断られた。これに対し「元新選組の手を借りたとあっては、薩摩の連中も面目丸つぶれというわけかい」と自嘲したという。
- 晩年は映画を好み、孫を連れてよく映画館に通ったとされる。「近藤、土方は若くして死んでしまったが、自分は命永らえたおかげで、このような文明の不思議を見ることができた」と感慨の旨を語っていたという。
- あるとき、映画館の出口で地元のヤクザにからまれたが、鋭い眼力と一喝で退散させた[4]（手拭で戦った、杖を持っていた、道端の棒切れを拾って構えた、という説がある）。
- 小樽市花園町の住居は、現在の小樽市役所玄関左の小樽聯合衛生組合事務所跡にあった。
- 数少ない新選組の生き残りとして新選組の顕彰につとめ、新選組に好意的だった医師・松本良順、元新選組隊士・斎藤一と共に明治9年（1876年）に東京都北区滝野川に近藤、土方の墓（寿徳寺境外墓地）および新選組慰霊碑を建立している。
- 新選組時代に負った傷の由来を『七ケ所手負場所顕ス』として書き上げた。晩年、酒に酔うとふんどし一枚になり、銃創を叩きながら、「お国のために働いた体だ。わしの誇りだ」と声を上げていた。
- 「竹刀の音を聞かないと飯が喉に通らない」、「自分は剣術のほかに能はない」と言い、晩年まで剣の稽古・指導に携わった。
- 最晩年に、永倉の噂を聞きつけた東北帝国大学農科大学（現北海道大学）の剣道部員が、永倉に指導を依頼した。家族は高齢を理由に反対したが、永倉は「形を教えるだけ」と言って指導に出かけた。そして稽古中に体を痛めてしまい、馬車に乗せられ学生に抱きかかえられて自宅に帰ってきたという[5]。

## 関連作品
- 『幕末新選組』池波正太郎、発行：文春文庫。前出の『新選組顛末』を親本とした永倉を主人公とした小説。
- 『風光る』渡辺多恵子著の漫画。町医の娘セイと沖田総司を中心に新選組を描く。永倉も中心人物の一人として登場。ドラマCD版の担当声優は大内厚雄。
- 『龍が如く 維新!』テレビゲーム。担当声優は小山力也。
- 『ゴールデンカムイ』野田サトル著の漫画。明治40年頃の北海道が舞台で老年の永倉新八と土方歳三らが出演。樺戸集治監なども舞台。アニメ版の担当声優は菅生隆之（幼少期のシーンは中井和哉が担当）。
- 『PEACE MAKER鐵』 アニメ版の担当声優は山口勝平。
- 『ちるらん 新撰組鎮魂歌』原作：梅村真也、作画：橋本エイジ、発行：ノース・スターズ・ピクチャーズ。永倉新八の回想を元に進行する漫画。アニメ版の担当声優は梅原裕一郎。
- 『手向花 -タムケノハナ-』さくらゆき（作詞：小栗さくら、作曲：田中俊輔）生き抜き伝えることで新選組を遺した永倉を描いた楽曲。
- 『薄桜鬼』乙女ゲーム、アニメ。担当声優は坪井智浩。
- 『るろうに剣心-明治剣客浪漫譚・北海道編-』
- 『銀魂』主要登場人物の一人である「志村新八」のモデルの一人。作中での剣術の動きについて、永倉新八が使用していた「天然理心流」及び「神道無念流」を参考にしている。

### 演じた俳優
映画
- 伏見扇太郎（『壮烈新選組 幕末の動乱』、1960年）
- 木村玄（『新選組始末記』、1963年）
- 田中浩（『新選組』、1969年）
- 西田敏行（『沖田総司』、1974年）
- 隆大介（『北の螢』、1984年）
- 比留間由哲（『壬生義士伝』、2003年）
- 谷田歩（『燃えよ剣』、2021年）
- 木場勝己 (『ゴールデンカムイ』、2024年)

テレビドラマ
- 有川正治（『新選組血風録』、1965年）
- 黒部進（『燃えよ剣』、1970年）
- 伊吹吾郎（『新選組』、1973年）
- 夏八木勲（『新選組始末記』、1977年）
- 大橋吾郎（『燃えよ剣』、1990年）
- 堤大二郎（『新選組血風録』、1998年）
- 遠藤憲一（『壬生義士伝』、2002年）
- 山口智充（『新選組!』、2004年）
- 松川尚瑠輝（『新撰組PEACE MAKER』、2010年）
- 阿部亮平（『新選組血風録』、2011年）
- 水野直（『八重の桜』、2013年）

歴史番組
- 渡部秀（『歴史秘話ヒストリア「新選組 ボクらの友情と青春」』

演劇
- 黒田陽介（ブルーシャトルプロデュース「新選組」、「新選組  完結編」）
- 倉石功（『燃えよ剣』、1974年）
- 内藤大希（『PEACE MAKER 〜新撰組参上〜』、2011年）
- 椎名鯛造（『『舞台 新撰組異聞PEACE MAKER 再炎』』、2012年）
- 真地佑果（『壬生義士伝』、2019年）

ミュージカル薄桜鬼シリーズ
- 宮崎秋人（『ミュージカル薄桜鬼〜斎藤一篇〜』、『ミュージカル薄桜鬼〜沖田総司篇〜』、『ミュージカル薄桜鬼〜土方歳三篇〜』、『ミュージカル薄桜鬼HAKU−MYU LIVE』、『ミュージカル薄桜鬼〜風間千景篇〜』、『ミュージカル薄桜鬼〜藤堂平助篇〜』）
- 猪野広樹（『ミュージカル薄桜鬼〜黎明録〜』、『ミュージカル薄桜鬼〜新選組奇譚〜』）
- 福山翔大（『ミュージカル薄桜鬼HAKU−MYU LIVE２』、『ミュージカル薄桜鬼〜原田左之助篇〜』）
- 岸本勇太（『ミュージカル薄桜鬼志譚〜土方歳三篇〜』、『ミュージカル薄桜鬼志譚〜風間千景篇〜』）

薄桜鬼シリーズ、ドラマ/映画/演劇
- 章平（ドラマ『薄桜鬼SSL 〜sweet school life〜』、『薄桜鬼SSL 〜sweet school life〜 THE STAGE』）
- 碕理人（『薄桜鬼SSL 〜sweet school life〜 THE STAGE ROUTE 斎藤一』）
- 才川コージ（『薄桜鬼 (テレビドラマ)』、2022年）